# Sphenomorphus modigliani
Espèce
Synonymes
- Lygosoma modigliani Boulenger, 1894

Sphenomorphus modigliani est une espèce de sauriens de la famille des Scincidae.

## Répartition
Cette espèce est endémique d'Indonésie. Elle se rencontre dans les îles Mentawai et au Kalimantan.

## Étymologie
Cette espèce est nommée en l'honneur d'Elio Modigliani (1860-1932).

## Publication originale
- Boulenger, 1894 : A list of reptiles and batrachians collected by Dr. E. Modigliani on Sereinu (Sipora), Mentawei Islands. Annali del Museo civico di storia naturale di Genova, sér. 2, vol. 14, p. 613-618 (texte intégral).